# Veberöd
Veberöd ist eine Ortschaft (tätort) in der südschwedischen Provinz Skåne län und der historischen Provinz Schonen.
Der Ort auf dem Horst Romeleåsen liegt im östlichen Teil der Gemeinde Lund, etwa 20 Kilometer von Lund entfernt. Idala schließt südlich des Ortes an und gehört seit 2015 zum Tätort.

## Infrastruktur
Nördlich an Veberöd führt der Riksväg 11 vorbei, von Süden führt der Länsväg 102 von Skurup kommend in den Ort.

## Persönlichkeiten
- Jesper Rönndahl (* 1979), Komiker, Autor, Produzent, Hörfunk- und Fernsehmoderator